# Trzcinica (Basses-Carpates)
Pour les articles homonymes, voir Trzcinica.
Trzcinica est une localité polonaise de la gmina et du powiat de Jasło en voïvodie des Basses-Carpates.